# تاريخ القياس

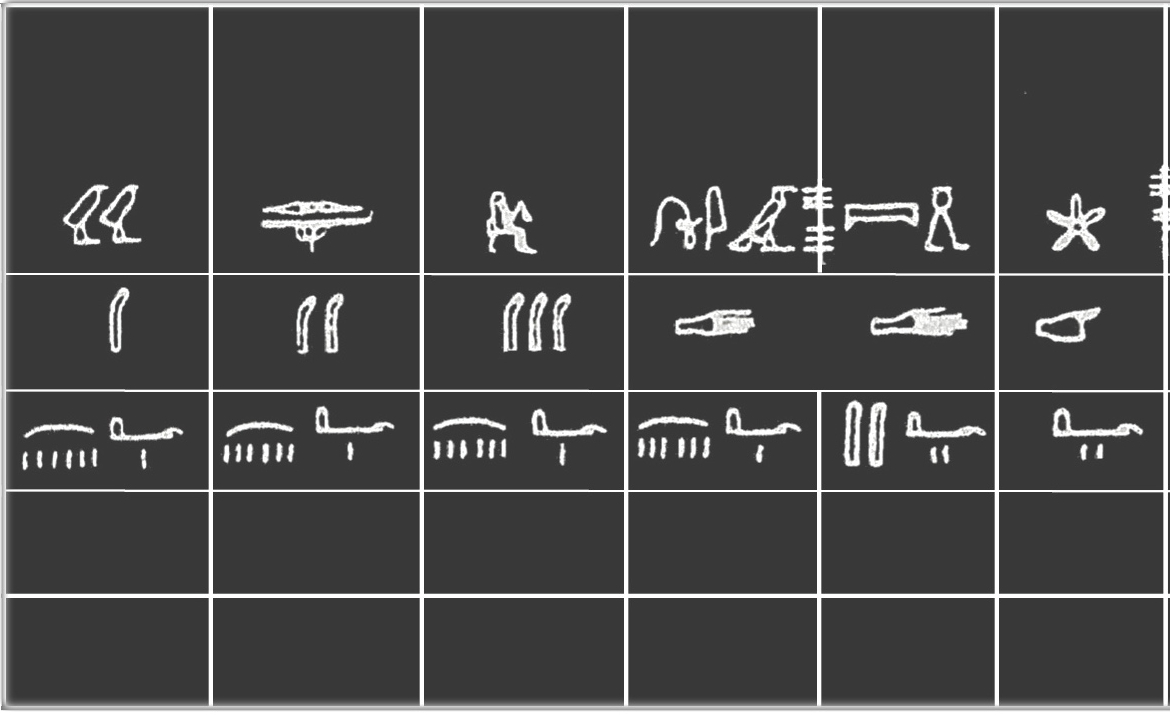
تفاصيل قضيب الذراع (وحدة قياس) في المتحف المصري في تورينو.

يعود تاريخ أقدم أنظمة القياس والوزن المسجلة إلى الألفية الثالثة أو الرابعة قبل الميلاد. وحتى أقدم الحضارات كانت بحاجة إلى القياس لأغراض الزراعة والبناء والتجارة. وربما كانت الوحدات القياسية المبكرة تنطبق على مجتمع واحد أو منطقة صغيرة، حيث كانت كل منطقة تطور معاييرها الخاصة للأطوال والمساحات والأحجام والكتل. وكثيرًا ما كانت مثل هذه الأنظمة مرتبطة ارتباطًا وثيقًا بمجال استخدام واحد، بحيث كانت مقاييس الحجم المستخدمة، على سبيل المثال، للحبوب الجافة غير مرتبطة بتلك المستخدمة للسوائل، ولا علاقة لها بوحدات الطول المستخدمة لقياس القماش أو الأرض. ومع تطور تكنولوجيات التصنيع، والأهمية المتزايدة للتجارة بين المجتمعات وفي نهاية المطاف عبر الأرض، أصبحت الأوزان والمقاييس القياسية بالغة الأهمية. وبدءًا من القرن الثامن عشر، طورت أنظمة حديثة ومبسطة وموحدة للأوزان والمقاييس، مع تحديد الوحدات الأساسية بأساليب أكثر دقة في علم القياس. وكان اكتشاف الكهرباء وتطبيقها أحد العوامل المحفزة لتطوير وحدات قياسية قابلة للتطبيق دوليًا.